# Prostituição na Europa

Prostituição legalizada e regularizada
Prostituição (a troca de sexo por dinheiro) legalizada, mas bordéis são ilegais, prostituição não regulamentada
Prostituição ilegal: a lei pune clientes, mas não as prostitutas
Prostituição ilegal: a lei pune os clientes e prostitutas
Sem dados

A legalidade da prostituição na Europa varia de país para país. Alguns dentre estes proíbem oficialmente o ato sexual em troca de dinheiro, enquanto que outros permitem a prostituição em si, mas proíbem muitas das formas de proxenetismo (tais como a operação de bordéis, bem como outras práticas que facilitem a prostituição de outrem e ganho financeiro sobre tal).
Em oito países europeus (Países Baixos, Alemanha, Áustria, Suíça, Grécia, Turquia, Hungria e Letônia), a prostituição é legal e regulamentada.
O grau de proibição e a legislação contra a prostituição varia entre os países. Em muitos lugares há uma enorme discrepância entre as leis que existem somente nos códigos penais das que são efetivamente postas em exercício nas ruas.
Dependendo do país, várias atividades relacionadas com a prostituição são, também, consideradas proibidas (onde uma lei específica instaura a proibição de tais atividades), descriminalizadas (onde não há lei específica que proíba ou permita e regulamente estas práticas), ou até regulamentadas (onde exista uma lei específica que abertamente permite estas atividades de serem exercidas, isto se certas condições forem preenchidas). Atividades as quais são enquadráveis nas leis em vigência sobre prostituição incluem vender e comprar serviços sexuais, procurar pelos mesmos em locais públicos, possuir um bordel/prostíbulo, lucrar financeiramente com a prostituição de outrem, oferecer premissas a serem usadas para prostituição entre outros. Frequentemente, as leis que tratam sobre o tema não são totalmente claras e podem ser tomadas de forma interpretativa, levando a muitas controvérsias jurídicas. Enquanto as restrições para a prostituição de indivíduos adultos difere entre os países, a prostituição infantil é totalmente ilegal na totalidade do território europeu. Igualmente, o tráfico de pessoas, prostituição forçada e outras práticas abusivas são proibidas da mesma forma.

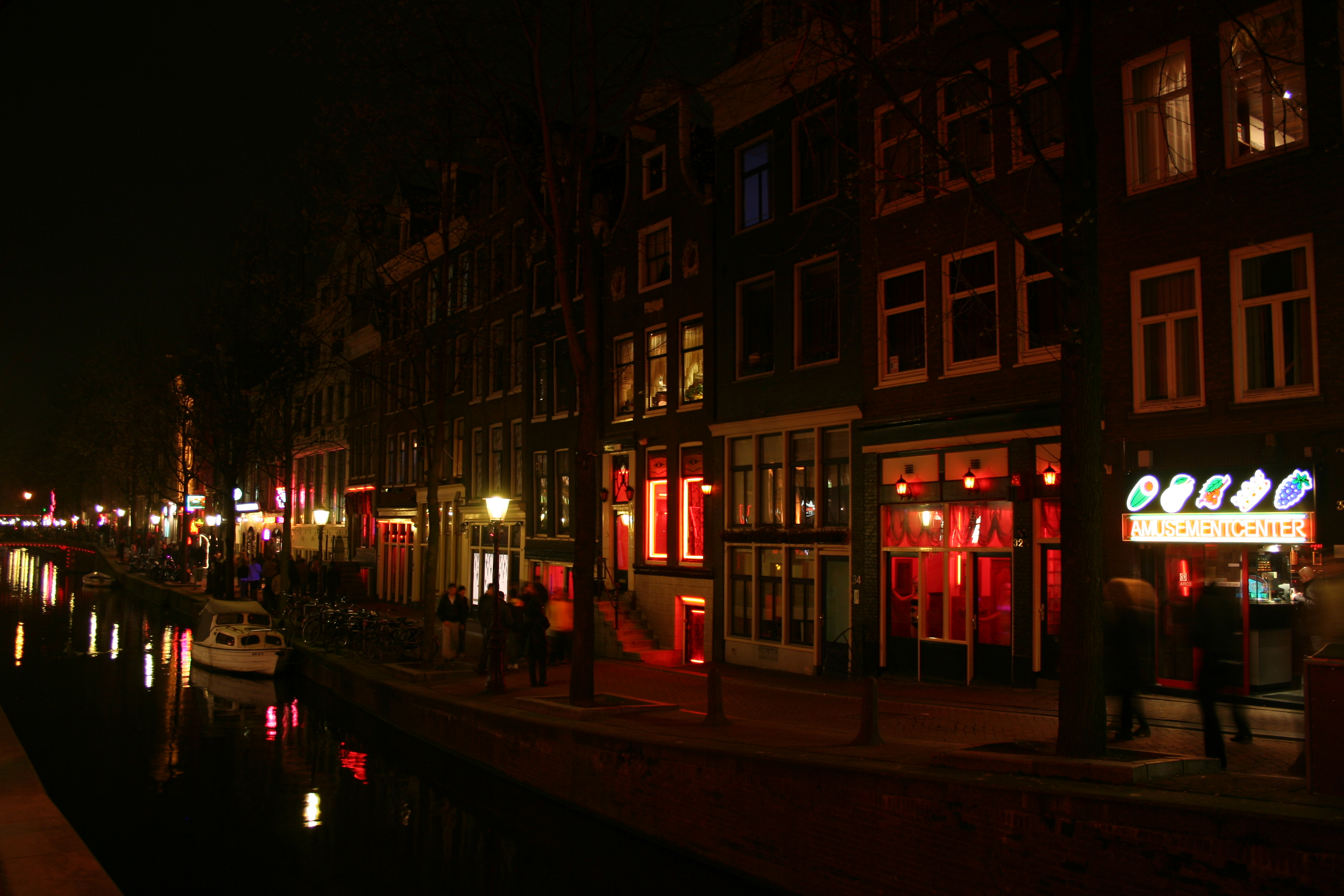
O distrito da luz vermelha De Wallen em Amesterdão

O tratamento legal e social dispensado à prostituição deferem largamente entre os países europeus.
Leis de prostituição extremamente liberais vigoram nos Países Baixos e na Alemanha, o que torna ambos os países o destino favorito para o turismo sexual internacional. As janelas dos prostíbulos de Amesterdão são, inclusive, mundialmente famosas (ou infames).
Na Suécia, na Noruega, e na Islândia, é estritamente ilegal pagar-se por sexo, porém não o é praticar a prostituição (neste curioso caso, o cliente comete um crime, mas não a pessoa prostituída).
Já no Leste Europeu, as leis antiprostituição visam as prostitutas, uma vez que, nestes países, a prostituição é condenável através do ponto de vista moral/conservativo.
Outros países com rígidas políticas que inibem a prática e declaram-se oficialmente contra a prostituição são o Reino Unido, a Irlanda e a França.
Entre os países que não declaram-se à favor da prostituição nem a regulamentam ou reconhecem-na como trabalho, porém possuindo atitudes que demonstram considerável tolerância ao assunto, podemos citar a Espanha, a Bélgica e a Tchéquia.

## Prostituição na Albânia
A prostituição na Albânia é ilegal, mas o país é um dos maiores territórios para o tráfico de pessoas.

## Prostituição na Alemanha
O tema é tratado com normalidade e tido como atividade remunerada reconhecida oficialmente na Alemanha. Em 2002, o governo mudou a lei como medida de trazer para a segurança da legalidade a situação das prostitutas alemãs. Porém o estigma social permaneceu como o habitual, forçando mulheres que trabalhem como profissionais na área à levarem uma vida dupla. Autoridades alemãs consideram a exploração de mulheres do Leste Europeu o principal problema na ocupação.
A Alemanha foi considerada pelo Escritório das Nações Unidas sobre Drogas e Crime como um dos principais destinos de vítimas do tráfico de pessoas.

## Prostituição em Andorra
A prática da prostituição em Andorra é considerada crime.

## Prostituição na Armênia
A prostituição por sí só não é considerada ilegal na Armênia, contudo operar bordéis ou praticar qualquer ato que seja considerado proxenetismo são terminantemente proibidos. Estas práticas infracionárias são punidas com sentenças de 1 a 10 anos de prisão.
Desde o colapso da antiga União Soviética, a pobreza no país aumentou consideravelmente, condenando assim muitas mulheres e crianças ao tráfico sexual.

## Prostituição na Áustria

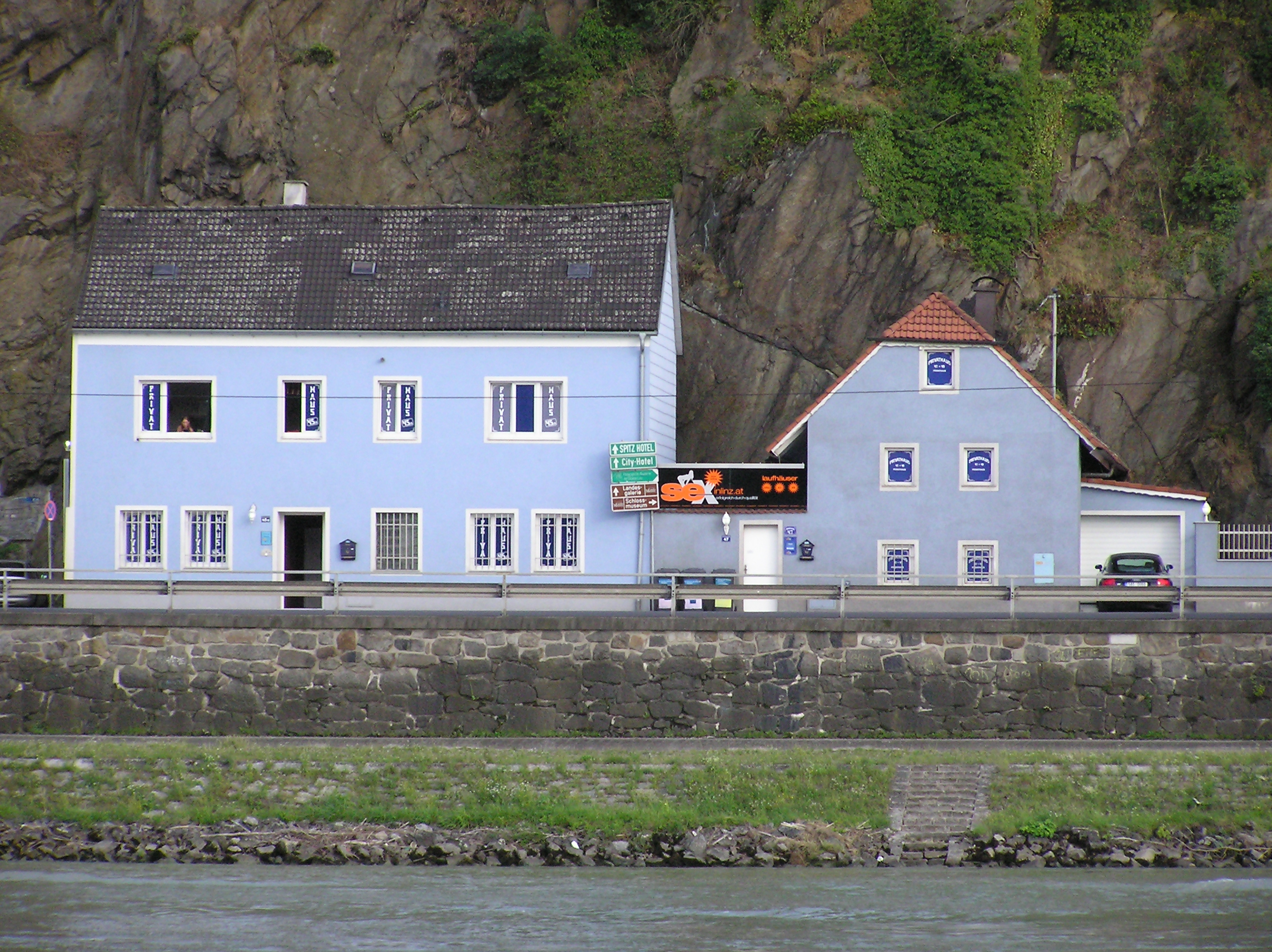
Bordel em Linz.

Este é um exemplo de prostituição regulamentada. Na Áustria, a prática é legalizada, porém restringida por meio de várias sanções. Muitas prostitutas são imigrantes, a maioria advinda de países que pertenciam ao antigo Bloco do Leste.

## Prostituição no Azerbaijão
No Azerbaijão, tal prática é ilegal. Muitas mulheres russas migraram do país para outros menos conservadores a fim de trabalharem na indústria do sexo. Algumas dentre estas podem ter sido vítimas de tráfico sexual, porém tal fato é incerto.

## Prostituição na Bielorrússia
A prostituição é tida como ilegal no território da Bielorrússia. Contudo, ela ainda assim está fortemente presente no país, particularmente concentrada em regiões mais afastadas das grandes cidades e em hotéis.

## Prostituição na Bélgica

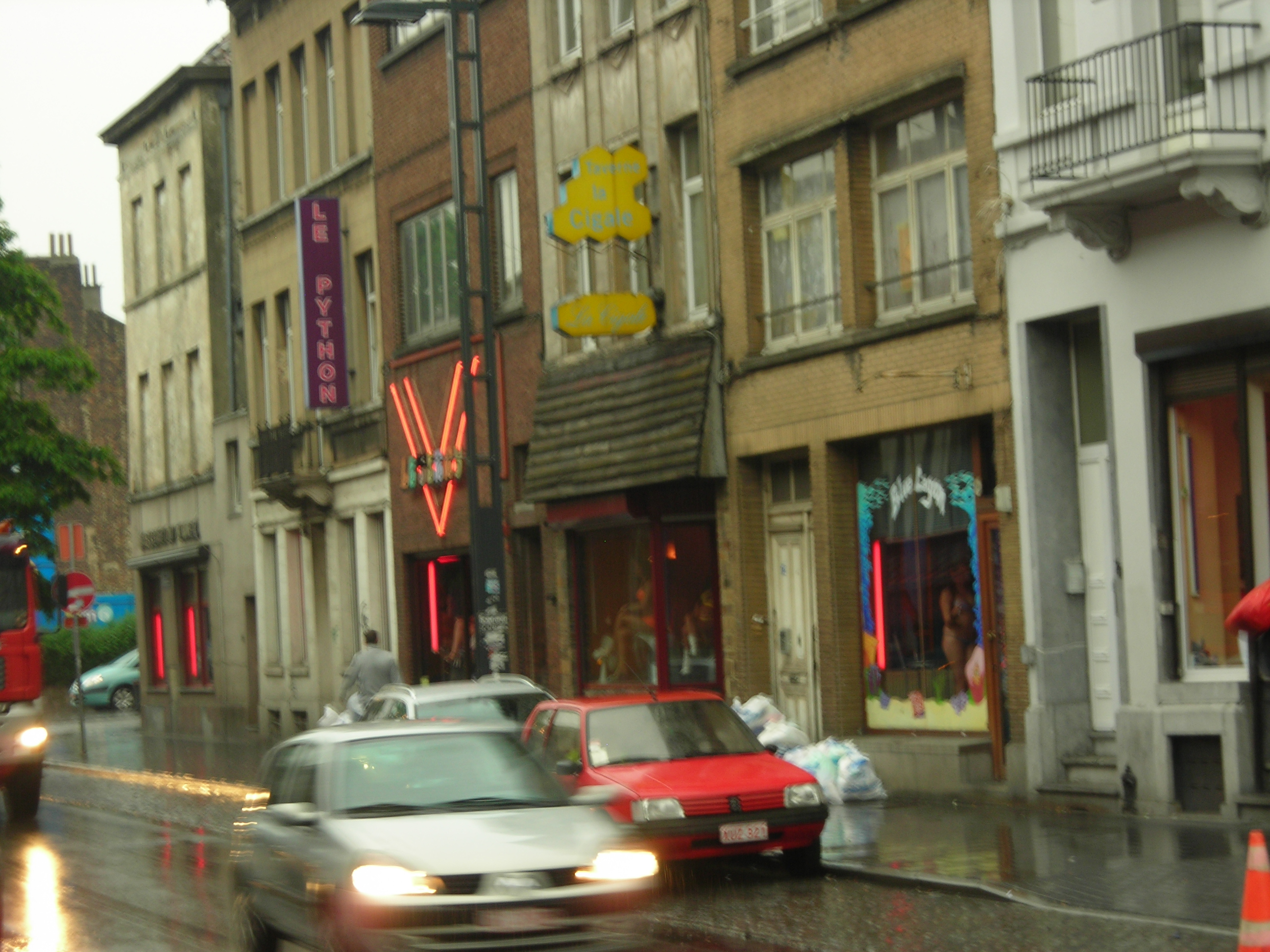
Rue d'Aerschot, na Região de Bruxelas: Uma porção da rua, com as famosas luzes vermelhas e prostitutas visíveis. A prostituição é tolerada na Bélgica.

A prostituição como atividade é legal na Bélgica, mas a lei proíbe a operação de bordéis e qualquer outra forma de proxenetismo ou a participação em atividades que promovam a imigração para propósitos de prostituição. Porém, na prática as leis podem tornar-se menos severas do que deveriam, e bordéis "clandestinos" acabam por serem tolerados (como, por exemplo, em Antuérpia).
Tráfico humano ou a exploração sexual para fins lucrativos é punida com a sentença máxima de prisão, que no país é de 15 anos. Um relatório recente elaborado pela Fundação RiskMonitor, apontou que 70% das prostitutas em atividade na Bélgica são provenientes da Bulgária. A Bélgica é listada pelo Escritório das Nações Unidas sobre Drogas e Crime como o principal destino de vítimas do tráfico de pessoas. Muitas organizações de trabalhadores do ramo do sexo acreditam que a situação de clandestinidade na qual a prostituição opera deixa profissionais da área vulneráveis à exploração.

## Prostituição na Bósnia e Herzegovina
Na Bósnia e Herzegovina a prostituição é integralmente ilegal. A lei vê o proxenetismo como crime grave. Segundo o código penal do país, o tráfico é um crime gravíssimo e seus responsáveis podem ser sentenciados a até 10 anos de reclusão.

## Prostituição na Bulgária
A prostituição como prática não é vista como ilegal, mas sua organização (bordéis/prostíbulos, círculos de prostituição ou qualquer outra forma de proxenetismo) o é. Devido a pobre situação sócio econômica vivida no país, um grande número de mulheres romenas estão envolvidas com a prostituição.
Originalmente o país ganhou a reputação de ser um dos principais pontos mundiais do tráfico de pessoas. Mais recentemente, recebeu também a alcunha de ser o principal centro articulador do mercado do sexo.
O governo búlgaro esforça-se atualmente na erradicação do tráfico de pessoas. O mercado do sexo é a principal renda e combustível do crime na Bulgária.
Como medida para aplacar a situação e retirar do submundo muito deste negócio, o governo do país considera delicadamente a ideia de regulamentar a prostituição como atividade lícita.

## Prostituição no Cazaquistão
Já no Cazaquistão temos mais um dos inúmeros exemplos onde a atividade de maneira independente é tida como normal, porém a organização da mesma como negócio é vista como ilegal (ter-se um bordel/prostíbulo operante e toda e qualquer prática tida como proxenetista). Prostituição imposta à força e conectada ao crime organizado também o são da mesma forma.
Porém, a articulação profissional da prostituição é uma presença forte no país, e círculos ativos e ilegais são mantidos por e contam constantemente com o envolvimento de oficiais corruptos da lei, como apontam dados de pesquisas realizadas por ONGs locais.

## Prostituição na Croácia
Na Croácia tal prática é ilegal, o que ainda assim não constitui empecilho para que o país seja uma das principais rotas do tráfico de pessoas dos Bálcãs. Contudo, de acordo com o Departamento de Estado Americano, a Croácia é considerada o país número 1 em ações destinadas ao combate contra este crime internacional.

## Prostituição no Chipre
A lei do Chipre não proíbe a prostituição em si, como muitos outros países, condena a operação de bordéis, organização de círculos de prostituição, o lucro provindo da atividade, o encorajamento à prática e a exploração sexual, os considerando crimes graves. A lei declara que a contratação de mulheres para este fim em casas noturnas e cabarés resulta em punições para a mulher contratada e para empregados que vivam (parcial ou completamente) dos lucros gerados pela prostituição. Em julho de 2006, a Corte do Distrito de Nicósia ordenou a primeira prisão relacionada à prática de prostituição em uma área sob a administração turco-ciprense. Após declarar-se culpado, o gerente da casa noturna "Mexico", Mesut Kilicarslan, foi sentenciado à 15 dias em cárcere fechado por encorajamento e lucro sobre a prática de prostituição. Até o fim daquele mesmo ano, três outrou suspeitos foram condenados à penas similares pelo mesmo crime.
O Chipre vem sendo duramente criticado pelo Departamento de Estado Americano pro falhar em mater o controle sobre o envolvimento de imigrantes - sejam eles legais ou ilegais - na exploração sexual. O país angariou a reputação de ser um dos maiores pontos mundiais de rapto de pessoas com a finalidade de inseri-las na exploração sexual. Críticas de vários países condenam o Chipre por sua omissão na adoção de medidas que previnam tal prática criminosa em seu território. A lei ciprense proíbe a exploração sexual, mas permite a prostituição espontânea. Todavia, é crido de que muitas imigrantes são contratadas como garçonetes e posteriormente coagidas à prostituição utilizando-se este método.

## Prostituição na Dinamarca
A prostituição na Dinamarca é permitida, porém bordéis/prostíbulos e proxenetismo são considerados crimes.

## Prostituição na Eslováquia
A proibição na Eslováquia reprime apenas a atividade de bordéis/prostíbulos e o proxenetismo em seu território. A prostituição por si só não é tida como ilegal.

## Prostituição na Eslovênia
A Eslovênia é completamente intolerante à prostituição, a tendo como atividade ilegal sob todos os aspectos.

## Prostituição na Espanha
Na Espanha, a prostituição não é considerada ilegal, porém atividades vistas como proxenetistas o são. Ser proprietário de um estabelecimento onde haja prostituição ativa não é considerado crime, contanto que o mesmo não lucre com a prática da prostituição nem que contrate qualquer indivíduo para fins de venda de serviços sexuais. Isto ocorre porque a prostituição não é tida como um trabalho oficialmente reconhecido, e portanto, não tem qualquer reconhecimento legal. Os municípios tentam, independentes uns dos outros, uma aproximação à regulamentação da prostituição tanto em ambientes abertos quanto em estabelecimentos. O uso de trabalho cativo estrangeiro é rotineiro, especialmente o brasileiro e afrodescendente de modo geral.

## Prostituição na Estônia
Na Estônia, tal qual muitos já citados, a prostituição - contanto que não organizada (profissionalizada) -  é permitida.

## Prostituição na Finlândia
A Finlândia é apenas mais um exemplo de permissão à prostituição e proibição à sua organização e articulação profissional, sendo aqui também criminalizada a procura por tais serviços em locais públicos. Em junho de 2006, o Parlamento da Finlândia aprovou numa votação de 158 contra 15 (com mais quatro abstenções) uma emenda a qual liga a prática de pagar por serviços sexuais de uma prostituta ao crime de tráfico de pessoas.
De acordo com um estudo recente levantado pela Organização Internacional pelos Direitos dos Imigrantes Profissionais do Sexo (conhecido pela sigla "TAMPEP"), 69% das prostitutas em atividade no país são estrangeiras.
A prostituição em território finlandês limita-se geralmente à apartamentos privativos e casas noturnas situadas em grandes cidades, havendo pouca atividade "visível" publicamente.

## Prostituição na França
A lei francesa prevê a prostituição como atividade pessoal liberada e, como meio profissional, vetada (bordéis/prostíbulos e proxenetismo). O veto estende-se ainda para a procura pública por serviços sexuais.

## Prostituição na Geórgia
Menos simpática ao tema, na Geórgia a prostituição é ilegal. Contudo ela prolifera-se desenfreadamente no país, principalmente na região de Tbilisi. Muitas ONGs atribuem como sendo a causa disto a péssima condição econômica a qual a Geórgia encontra-se, isto segundo dados do Departamento de Estado Americano. Muitas mulheres georgianas são vítimas de tráfico de pessoas e levadas a outros países como escravas sexuais. Paralelamente, muitas das prostitudas em atividade no país são da mesma forma "traficadas" de regiões diversas do globo, principalmente da Ásia e outros países europeus vizinhos.
Em 2006, a Geórgia incorporou à suas leis o Protocolo de Prevenção, Supressão e Punição ao Tráfico de Pessoas, Especialmente Mulheres e Crianças, suplementando a Convenção das Nações Unidas contra o crime organizado, e o Conselho da Europa com a Convenção de Ações contra o Tráfico de Seres Humanos. A pena para tráfico humano na Geórgia é de 15 anos de reclusão. Há ainda uma lei especial que protege familiares de mulheres georgianas que temam represálias de gangues de criminosos pela recusa da mesma a ser forçada para a prostituição.

## Prostituição na Grécia
A prostituição na Grécia é legalizada. Bordéis/prostíbulos também são liberados para operarem desde 1999, onde uma lei grega foi instaurada permitindo tal negócio desde que o estabelecimento seja regulamentado e possua uma licença. Pessoas engajadas no ramo da prostituição devem registrar-se na prefeitura local e carregarem consigo um cartão médico com informações sobre sua saúde, as quais são atualizadas a cada duas semanas. Mesmo com as medidas adotadas, é estimado que apenas 1 000 mulheres trabalhem legalmente como prostitutas, enquanto que outras 20 000 o façam na ilegalidade. A oferta de rua é dominada pelos imigrantes e refugiados albaneses. De acordo com estimativas levantadas por ONGs, existem no momento entre 13 000 a 14 000 vítimas traficadas no país. A maior parte é proveniente de países como Nigéria, Ucrânia, Rússia, Bulgária, Albânia, Moldávia, Romênia e Bielorrússia.

## Prostituição na Hungria
A Hungria é outro exemplo de tolerância, que tem a prostituição como atividade legalizada desde 1999. Sob a lei, prostitutas são básicamente vistas como profissionais que incursionam em relações sexuais em troca de dinheiro. O governo húngaro permite tais atividades sem problemas, contanto que as profissionais paguem suas taxas e mantenham-se legalmente documentadas.

## Prostituição na Islândia
Pagar para se obter sexo é ilegal na Islândia (o cliente infringe a lei ao pagar, mas não a prostituta ao oferecer serviços).
Pesquisas de opinião realizadas mostram que o povo islandês em grande parte (70% do total) apoia o banimento da compra de serviços sexuais.

## Prostituição na Irlanda
Por si apenas, a prostituição não é tida como ilegal na República da Irlanda, porém a lei criminaliza muitas das atividades relacionadas à prostituição, como articulação de bordéis/prostíbulos e o proxenetismo. No entanto, acompanhantes femininas (que na verdade atuam como prostitutas) são comuns no país. A maneira que os suecos criminalizam os clientes deste tipo de negócio está sendo sériamente considerada para implantação pela legislação irlandesa.

## Prostituição na Itália

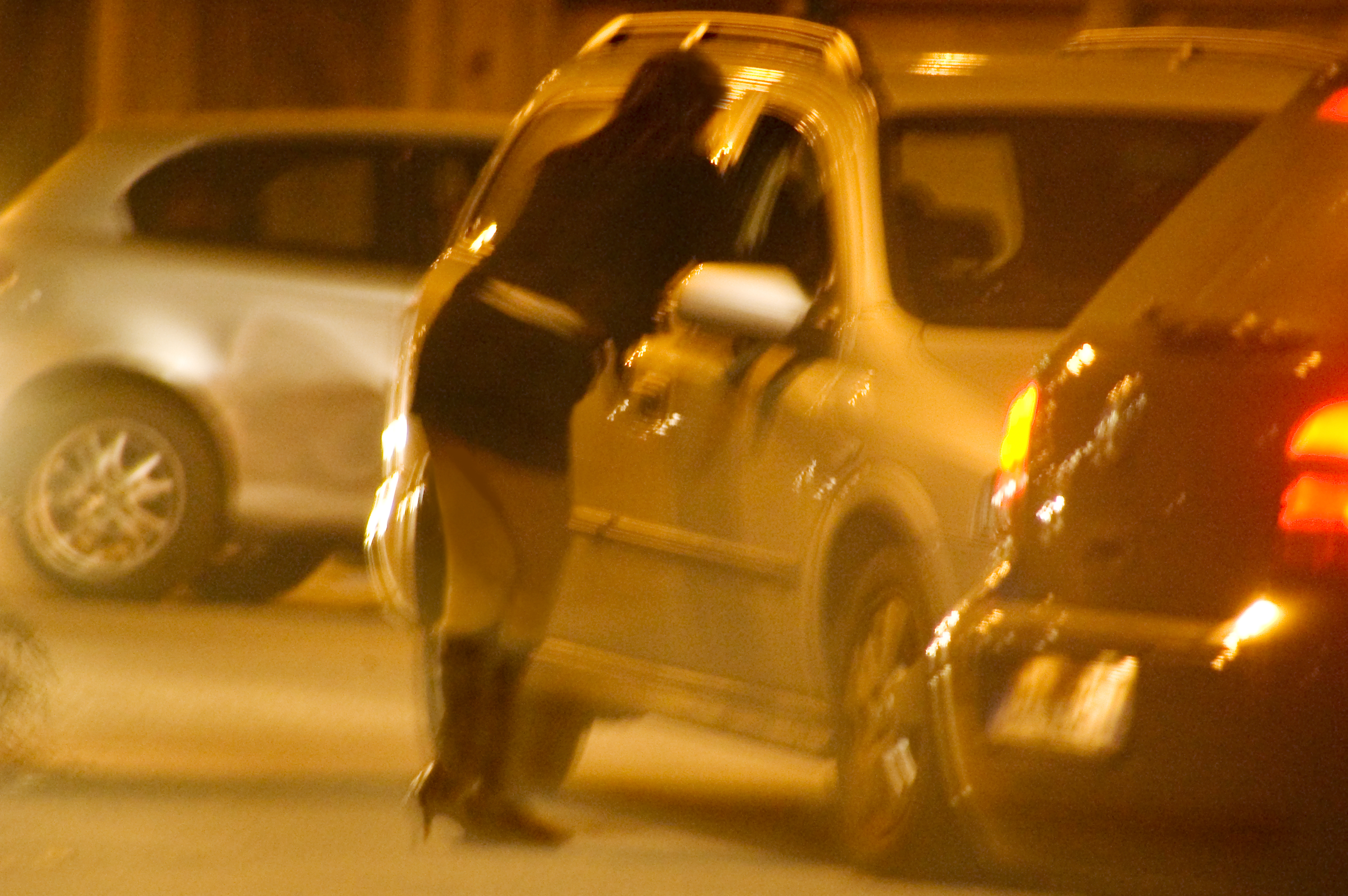
Uma prostituta de rua conversa com um cliente em potencial em Torino, foto tirada em 2005

A prostituição como prática na Itália não é vista como ilegal, mas sua organização (bordéis/prostíbulos, círculos de prostituição ou qualquer outra forma de proxenetismo) o é.
Em 2008, o governo federal do país fez uma proposta de proibição à prostituição de rua, mas esta nunca foi convertida em lei e tal prática ainda é vista como legal e comum nas ruas italianas.
A Itália é listada pelo Escritório das Nações Unidas sobre Drogas e Crime um dos principais destinos de vítimas do tráfico de pessoas.

## Prostituição na Letônia
Na Letônia, a prostituição é regulamentada e tida como atividade reconhecida oficialmente. Sendo assim, prostitutas devem ter registro, precisam passar por exames de saúde mensais e também levarem consigo os resultados destes em seu cartão pessoal, sendo passívas de punição segundo os termos da lei no descumprimento de qualquer destes termos.[carece de fontes?] O país é visto como prolífero destino para o turismo sexual. Mesmo tendo espaço legal no território letão, bordéis e outras formas de procura por serviços sexuais são proibidos. De acordo com o código penal do país "Qualquer atividade de terceiros que promovam a prostituição é ilegal" e também "indivíduos são proibidos de ingressarem em grupos com a finalidade de promover a venda de serviços sexuais..."
A Letônia é o principal destino de mulheres traficadas da Bélgica e de Portugal, e de onde partem outras tantas traficadas com destino a muitos outros países, tais como Alemanha, o Reino Unido, Holanda, Itália, Espanha, Dinamarca, Suíça, Grécia, Irlanda e Japão. Jovens nativas do país também são traficadas dentro do território letão da mesma forma. O diretor do Centro de Recursos para a Mulher alega que a combinação da falta de interesse por parte do governo para a adoção de medidas que combatam este tipo crime, e da precária situação econômica que vive o país e seu altíssimo índice de desemprego, constituem a principal causa da proliferação do tráfico de pessoas na Letônia.

## Prostituição em Liechtenstein
Sendo ilegal a prostituição em Liechtenstein, o país ainda mostra tolerância para com sua prática, contanto que estes serviços sexuais não sejam ofertados nas ruas.

## Prostituição na Lituânia
A sociedade lituana tem a prostituição como prática ilegal, porém comummente vista em exercício no país. A pena para indivíduos acusados de tal prática é sintetizada em uma multa que varia de 300 à 500 litas (equivalente a 120/200 dólares) para réus primários, a mesma subindo para até 1 000 litas (ou 400 dólares) no caso de um réu reincidente.

## Prostituição em Luxemburgo
Atividade legalizada em Luxemburgo, que penaliza apenas ações proxenetistas e a operação de bordéis/prostíbulos ou círculos de prostituição. A promoção da mesma também constitui crime no pais. O crime de tráfico de pessoas acarreta em severas penalidades ao infrator.

## Prostituição na Macedônia do Norte
Mesmo tendo sua prática ilegal na Macedônia do Norte, a mesma prospera nos Balcãs. O país é a principal rota de trânsito para a prostituição com destino ao oeste da Europa. O governo macedônio realiza esforços para desmontar o esquema de prostituição no país. O tráfico de mulheres para o mercado do sexo rende bilhões na Macedônia do Norte, e é considerado articulado principalmente por criminosos albaneses.

## Prostituição em Malta
Malta não considera a prostituição em sí como atividade ilegal, mas isto muda em se tratando de certas atividades ligadas à prostituição. Entre estas, podemos citar a propriedade de bordéis e ainda ao ato de permanecer parado em locais públicos por um prolongado período de tempo (este último pode ser considerado como atividade ilegal mesmo quando não conectado à prostituição). Certas infrações podem ser punidas de até 2 anos de prisão.
Em março de 2008, a polícia e o Ministério de Políticas Sociais maltês assinaram juntos um decreto para formalizarem um processo a ser utilizado em todo e qualquer caso de prisão ligada à prostituição. O documento teria como objetivo pavimentar diretrizes que pudessem determinar se o suspeito seria ou não vítima do tráfico ou outros abusos. A lei prevê até 6 anos de prisão para envolvidos na prostituição de menores.

## Prostituição na Moldávia
A prostituição e suas vertentes são proibidas na Moldávia, porém sua posição de país mais pobre da Europa o põe no topo dos países exportadores do tráfico de pessoas para fins de exploração sexual.
Os criminosos visam principalmente garotas e mulheres provindas de vilarejos pobres.
Mulheres e crianças são raptados e traficados com a finalidade de servirem à prostituição forçada, tendo como destino diversos países: Turquia, Israel, Emirados Árabes, Ucrânia, Rússia, Chipre, Grécia, Albânia, Romênia, Hungria, Eslováquia, Chéquia, Áustria, França, Itália e, por fim, Portugal.
As autoridades estão conduzindo campanhas para conscientizarem a população sobre a extensão do problema. Nos últimos anos, o governo vem promovendo muitas destas campanhas, incluindo uma baseada em cartazes publicados pelas ruas da capital, Quixinau, onde é possível observar uma garota que é negociada por dólares. Na imagem, é possível ler a frase: "Você não está à venda".

## Prostituição na Noruega
Pagar para obter-se sexo na Noruega é crime (porém não o é oferecer os serviços de prostituição, sendo o cliente que comete a infração portanto). A lei que trata de proibir tal negociação (em norueguês, "sexkjøpsloven") foi instaurada no dia 1 de janeiro de 2009, após ser aprovada em nova legislação pelo Storting (parlamento norueguês), em novembro de 2008.

## Prostituição nos Países Baixos

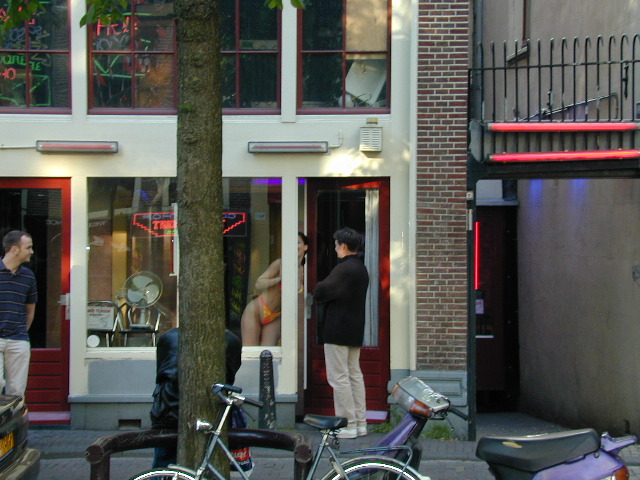
Imagem do bairro da luz vermelha em Amesterdão. Os Países Baixos possuem uma das políticas mais liberais do mundo em relação à prostituição

Regulamentada e vista com grande naturalidade, a prostituição é cotidiana no território neerlandês. Como um dos países mais liberais do mundo em relação ao tema, logicamente é o principal para o turismo sexual, sendo visitado por milhares de turistas europeus e norte-americanos à procura destes serviços.
Em contrapartida, os Países Baixos também são um dos principais destinos de vítimas traficadas de outros países europeus, segundo apontam as Nações Unidas. De entre todas as prostitutas de Amsterdão, mais de 75% são provenientes do Leste Europeu, África e Ásia, segundo relatos de uma ex-prostituta sobre o tráfico sexual em Amsterdão.

## Prostituição na Polônia
Na Polônia apenas a prostituição individual é legal, sendo toda a articulação profissional ligada a ela tidas como crime (bordéis, proxenetismo ou qualquer forma de promoção pública). A prostituição de menores é, da mesma forma, prática ilegal.

## Prostituição em Portugal
Outro exemplo onde a prostituição é legalizada, mas a organização da mesma como negócio é proibida. Imposição de prostituição e tráfico de pessoas também são crimes. Pelos idos dos anos 2000, dentre as mulheres prostitutas em Portugal - número estimado em 28 000 - pelo menos 50% eram estrangeiras.

## Prostituição no Reino Unido
Já no Reino Unido, a prostituição é legalizada, mas um grande número de atividades relacionadas - tais como manter bordéis, solicitar serviços sexuais públicamente, aliciamento de pessoas para a prostituição, proxenetismo, etc. - são tidos como crimes.
A "Lei de Policiamento e Criminalística de 2009" (emenda aprovada pelo Parlamento Inglês que prevê sanções que digam respeito à prostitutas, crimes de "atentado ao pudor", prostíbulos e outras premissas ligadas), torna ilegal o ato de pagar-se para se obter sexo de uma prostituta forçada a tal, e constitui isto um crime gravíssimo (clientes podem ser condenados mesmo não tendo conhecimento de que a prostituta encontrava-se nestas condições).

## Prostituição na Tchéquia
Na Tchéquia a prostituição não é ilegal, já bordéis e práticas proxenetistas são, segundo a lei, proibidos. Ocorre que a vigência desta lei é relapsa, o que resulta na prostituição e suas atividades co-relacionadas serem comummente praticadas em território tcheco.
Desde a Revolução de Veludo da Tchecoslováquia ocorrida em 1989, e da criação dos dois estados independentes procedentes do episódio - a Tchéquia e a Eslováquia, a prostituição no país prospera e, subsequentemente, contribui sensívelmente para o crescimento econômico da região através do aumento do interesse turístico internacional. Seu maior foco está em Praga e nas áreas mais próximas dos limites ao oeste oeste do país, onde situam-se as fronteiras da Alemanha e da Áustria com a Tchéquia. Em 2002, a Departamento Tcheco de Estatística fez uma estimativa sobre o valor movimentado pelo mercado da prostituição no país, chegando ao resultado de seis bilhões de coroas (valor equivalente à $217 milhões de dólares) ao ano.

## Prostituição na Romênia
Ilegal e vista como prática criminosa na Romênia. O governo romeno já considerou regulamentar a atividade oficialmente (em 2007). A Associação pelos Direitos da Mulher Romena opõe-se incisivamente contra a prostituição, uma vez que, sob sua ótica, esta não passaria de "outra forma de violência contra mulheres e garotas". Ainda, a Igreja Ortodoxa Romena constantemente protesta contra a prostituição.
A Romênia, no entanto, é uma das principais fontes do tráfico de pessoas segundo dados levantados pelas Nações Unidas com base no número oficial de vítimas. Todos os anos centenas de mulheres e garotas, algumas com não mais que 13 anos apenas, são raptadas ou atraídas por promessas de serviço bem remunerado - ou até mesmo casamento -, e então vendidas para gangues que as trancam em bordéis e casas noturnas, ou as forçam à prostituição de rua. Crianças sem-teto romenas vem sendo crescentemente atraídas por falsos intuítos, para em seguida serem raptadas e traficadas para fins de prostituição em cidades estrangeiras, como Berlin e Hamburgo, na Alemanha, e Amsterdam, na Holanda.

## Prostituição na Rússia
A prostituição é uma questão administrativa na Rússia, porém não chega a ser criminalizada (como também não o são por exemplo consumir cerveja em locais públicos ou andar nu pelas ruas). A punição máxima para a sua prática é o pagamento de uma multa de até 2000 rublos.
Todavia, organizar a prostituição como grande negócio ou induzir outrem à prostituir-se são vistos como infrações de fato, e punidas assim com vmais rigor (tais como penas em regime fechado).

## Prostituição na Sérvia
A prostituição na Sérvia é ilegal e pode incorrer em penas de prisão, as quais podem variar de 5 a 10 anos. A atividade constitui problema grave em Kosovo. As autoridades são intransigentes na questão de tornar a prostituição legalizada no país, mesmo com o forte apelo dos sérvios que trabalham no ramo sexual.

## Prostituição na Suécia
Pagar para se obter serviços sexuais é considerado crime na Suécia (o cliente comete a infração ao pagar à prostituta, que por sua vez não está na ilegalidade ao realizar os serviços e receber do cliente após). O ato da "Compra de Sexo" (em sueco, é utilizado o termo "Sexköpslagen"), responsável pela criminalização do ato de pagar-se por atividade sexual e legalização em exercer o trabalho de prostituta, foi adotado em 1999 e na época foi revolucionário. Desde então, uma lei similar foi adotada pelos vizinhos noruegueses e islandeses.
A cláusula primordial que fundamenta esta controversa lei é ó ponto de vista de que a prostituição caracteriza uma forma de violência contra a mulher, portanto o crime está no cliente que paga por serviços sexuais, e não na prostituta que os vende. Esta racionalização provê um cenário onde a mulher que oferece serviços é vista como a parte explorada da negociação e então, desta maneira, a favorecida pela constituição.

## Prostituição na Suíça
Vista como atividade remunerada reconhecida oficialmente, a prostituição na Suíça é tratada com naturalidade. Bordéis licenciados, típicamente constituídos por uma recepção que leva dalí a vários quartos, estão disponíveis. A prostituição de rua é considerada ilegal, mas não o é em áreas especialmente designadas para a atividade, localizadas nas maiores cidades. Muitas prostitutas operam valendo-se de anúncios em jornais, por intermédio de telefones celulares e em apartamentos alugados por terceiros. É completamente legal anunciar-se serviços de "massagem" em jornais de tablóide na Suíça. Prostitutas suíças devem pagar IVA (imposto sobre o valor acrescentado) por seus serviços, e algumas aceitam cartões de crédito no pagamento pelos mesmos. A grande maioria das prostitutas em atividade no país são estrangeiras provenientes da América Latina, do Leste Europeu e de regiões do Extremo Oriente. Já em anos mais recentes, o número de prostitutas sofreu um sensível aumento. O ramo da prostituição no país por vezes pode tornar-se violento, envolvendo ataques, turf wars, guerras territoriais e até mesmo o ato de incendiar-se prostíbulos rivais. O governo aprovou, em 1 de julho de 2011, uma proposta parlamentar para elevar a idade legal da prostituição de 16 para 18 anos na Suíça.[carece de fontes?]
Como medida de proteção às prostitutas, a polícia está instalando pontos protegidos (chamados comummente de "sex boxes", ou "caixas de sexo") em locais onde a atividade exerce maior influência.

## Prostituição na Turquia
Em território turco, a prostituição tem sua atividade regulamentada perante a lei. As prostitutas devem registrar-se e carregarem sempre consigo seu cartão de identificação, descrevendo a última data de realização de seus exames de saúde. É também de caráter imperativo que, além de exames de saúde, estas também realizem periódicamente testes para DSTs. A polícia é autorizada a examinar a autenticidade dos documentos portados pelas prostitutas e, assim, determinarem se estas já fizeram seus exames corretamente ou os negligenciaram. Caso esta última seja provada, o oficial de polícia tem também autorização para condizir o indivíduo a uma unidade de saúde local para que realize estes exames. Homens são impossibilitados de registrarem-se sob esta regulamentação.
No entanto, muitos profissionais da área são ilegais, já que o governo local vetou novos registros. Como resultado, a grande maioria dos trabalhadores deste segmento opera na clandestinidade. A Turquia ainda é classificada pelas Nações Unidas como outro dos principais destinos de vítimas do tráfico de pessoas.

## Prostituição na Ucrânia
A prostituição é criminalizada na Ucrânia, mas tal proibição é largamente ignorada pelo governo do país. O turismo sexual prospera entre os ucranianos e atraí um grande número de turistas estrangeiros. Leis que assegurariam a prática de crime em ações como articulação profissional da prostituição e tráfico de pessoas são completamente ineficazes, já que muitos criminosos convictos nestas atividades acabam não cumprindo pena alguma.